# Distrito electoral de McFarlan (Illinois)
McFarlan (en inglés: McFarlan Precinct) es un distrito electoral ubicado en el condado de Hardin en el estado estadounidense de Illinois. En el Censo de 2010 tenía una población de 703 habitantes y una densidad poblacional de 11,19 personas por km².

## Geografía
McFarlan se encuentra ubicado en las coordenadas 37°29′42″N 88°15′54″O / 37.49500, -88.26500. Según la Oficina del Censo de los Estados Unidos, McFarlan tiene una superficie total de 62.8 km², de la cual 61.94 km² corresponden a tierra firme y (1.37%) 0.86 km² es agua.

## Demografía
Según el censo de 2010, había 703 personas residiendo en McFarlan. La densidad de población era de 11,19 hab./km². De los 703 habitantes, McFarlan estaba compuesto por el 97.16% blancos, el 0.14% eran afroamericanos, el 0% eran amerindios, el 0.71% eran asiáticos, el 0% eran isleños del Pacífico, el 0.57% eran de otras razas y el 1.42% pertenecían a dos o más razas. Del total de la población el 1.42% eran hispanos o latinos de cualquier raza.